# تريفور مباكوي
تريفور مباكوي (بالإنجليزية: Trevor Mbakwe)‏ مواليد 24 يناير 1989، هو لاعب كرة سلة أمريكي بدأ مسيرته الاحترافية في سنة 2013 يلعب مع فريق بروس باسكتس ويحمل الرقم 21. يبلغ طوله 6 قدم 8 بوصة (2.0 م).

## فرق لعب لها
- فيرتوس روما
- بروس باسكتس

## روابط خارجية
- تريفور مباكوي على موقع الدوري الأوروبي لكرة السلة (الإنجليزية)
- تريفور مباكوي على موقع دوري كرة السلة الياباني للمحترفين (اليابانية)
- تريفور مباكوي على موقع سبورتس رفرنس (الإنجليزية)
- تريفور مباكوي على موقع كرة السلة الأوروبية.كوم (الإنجليزية)
- تريفور مباكوي على موقع كلية كرة السلة في سبورتس رفرنس.كوم (الإنجليزية)
- تريفور مباكوي على موقع ريلجم (الإنجليزية)
- تريفور مباكوي على موقع بروبوليرز (الإنجليزية)
- تريفور مباكوي على موقع سبورتس رفرنس (الإنجليزية)